# NGC 7290
NGC 7290 est une galaxie spirale située dans la constellation de Pégase. Sa vitesse par rapport au fond diffus cosmologique est de 2 540 ± 25 km/s, ce qui correspond à une distance de Hubble de 37,5 ± 2,7 Mpc (∼122 millions d'al). NGC 7290 a été découverte par l'astronome allemand Albert Marth en 1864.
La classe de luminosité de NGC 7290 est II-III et elle présente une large raie HI. Selon la base de données Simbad, NGC 7290 est une galaxie candidate au titre de galaxie active. 
La base de données NASA/IPAC mentionne que NGC 7290 forme une paire de galaxies avec NGC 7280. En contradiction avec elle-même, la base de données indique dans le même temps que NGC 7290 est une galaxie du champ, c'est-à-dire qu'elle n'appartient pas à un amas ou un groupe et qu'elle est donc gravitationnellement isolée. De plus, la distance de Hubble de NGC 7280 est égale à 21,96 ± 1,58 Mpc (∼71,6 millions d'al), ce qui signifie qu'elle est bien plus proche de nous que ne l'est NGC 7290 et qu'il s'agit donc d'une paire purement optique. 
À ce jour, 15 mesures non basées sur le décalage vers le rouge (redshift) donnent une distance de 43,607 ± 7,804 Mpc (∼142 millions d'al), ce qui est à l'intérieur des valeurs de la distance de Hubble.

## Supernova
La supernova SN 2000el a été découverte dans NGC 7290 le 21 novembre 2000 par l'astronome amateur américain Tim Puckett et par D. George. D'une magnitude apparente de 17,5 au moment de sa découverte, elle était de type II.